# Melkbad
Een melkbad is een bad-activiteit waarbij de nadruk op de schoonheid van een persoon ligt. Hoewel het als vol-melkbad (uitsluitend melk) genomen kan worden, wordt meestal aan het badwater melk en eventueel andere ingrediënten toegevoegd.
Het baden in melk is vooral bekend van Cleopatra VII die het - in haar geval ezelinnenmelk - gedaan zou hebben. Ook liefhebber van het melkbad was Elizabeth I van Engeland. Evenals Elisabeth in Beieren, algemener bekend als “Sisi”.
Van melkbaden wordt beweerd dat de melkzuren de eiwitten - die dode huidcellen bij elkaar houden - kunnen afbreken. Zo lijkt het een zeer zacht wijze van scrubben. Mede door de vitaminen A en E zou het de huid jong en zacht houden, en helpen tegen een droge huid. Het badwater wordt ook weleens aangemaakt met melkpoeder.
Bij veel recepten voor zo'n bad wordt - aan de warm gemaakte melk - wat honing toegevoegd. Er kan ook worden gecombineerd met badzouten en kruiden zoals bij een kruidenbad. In een ligbad met ongeveer 100 liter water worden dan enkele kopjes tot soms 2 liter melk toegevoegd. Na het baden moet het wel goed worden afgespoeld of gedoucht, vanwege mogelijke schimmelvorming op de huid.

Als gezondheidseffect wordt ook wel toegeschreven dat het verzachtend zou werken ten aanzien van psoriasis.
De uitwerking van een melkbad kan enigszins met een yoghurt-pakking vergeleken worden. Toepassingsmogelijkheden van melk en yoghurt zijn ook door de cosmetische industrie ontdekt gezien het gebruik ervan in badschuimen en shampoos.

## Trivia
- In de film Night Nurse, uit 1931, wordt de medicinale kracht van het melkbad gebruikt bij een poging een stervend kind te redden.
- Milk River Bath is een kuuroord in Clarendon op Jamaica. Het water waarin men kuurt is melkkleurig vanwege de aanwezige mineralen en heeft niets met melk van doen.